# Kevin Ray Mendoza
Kevin Ray Mendoza Hansen (Herning, 29 de setembro de 1994) é um futebolista filipino nascido na Dinamarca que atua como goleiro. Atualmente defende o Chonburi e a Seleção Filipina.

## Carreira em clubes
Mendoza jogou nas categorias de base do Midtjylland e do Viborg antes de se profissionalizar neste último, em 2011, assinando também um contrato de 3 anos Em junho de 2012, fez sua estreia profissional pelos Verdes contra o FC West Zealand, na última rodada da segunda divisão dinamarquesa (o Viborg perdeu por 2 a 1).
Em fevereiro de 2013, realizou um período de testes no Liverpool durante uma semana e chegou a treinar com o time reserva dos Reds. Mendoza deixou o Viborg em abril de 2014 depois que ambos concordarem com a rescisão imediata do contrato do goleiro, que pediu para deixar o clube após ser "rebaixado" para segundo reserva.
Em seu país de origem, atuou também por Kjellerup, Ringkøbing, Thisted, Kjellerup, Horsens, HB Køge e Vendsyssel até fevereiro de 2021, quando assinou com o Kuala Lumpur City (Malásia), em sua primeira experiência fora do futebol dinamarquês. Pela equipe malaia, foi campeão da Copa nacional no mesmo ano, sendo nomeado o melhor jogador da final contra o Johor Darul Ta'zim. O goleiro deixou o KL City em novembro de 2023 para assinar com o Persib Bandung.

## Seleção
Nascido em Herning, na região central da Dinamarca, Mendoza foi considerado elegível para defender a seleção de seu país natal ou a seleção das Filipinas a nível profissional.[carece de fontes?]
Em dezembro de 2018, o goleiro pediu um passaporte filipino para se juntar aos treinos da seleção que disputaria a Copa da Ásia no ano seguinte. Convocado por Sven-Göran Eriksson, o goleiro não foi utilizado em nenhum dos 3 jogos dos Azkals, que caíram ainda na fase de grupos da competição.
A estreia de Mendoza pela Seleção Filipina foi em junho de 2021, entrando como substituto de Bernd Schipmann no empate por 1 a 1 com as Maldivas, pelas eliminatórias da Copa de 2022.

## Títulos
Kuala Lumpur City
- Copa da Malásia: 2021[carece de fontes?]